# West Kirby
West Kirby är en ort i unparished area Hoylake, i distriktet Wirral, Storbritannien. Den ligger i grevskapet Merseyside och riksdelen England, i den centrala delen av landet, 290 km nordväst om huvudstaden London. West Kirby ligger 11 meter över havet och antalet invånare är 7 680. West Kirby var en civil parish fram till 1894 när blev den en del av Hoylake cum West Kirby. Civil parish hade 2 441 invånare år 1891.
Terrängen runt West Kirby är platt. Havet är nära West Kirby västerut. Runt West Kirby är det mycket tätbefolkat, med 1 177 invånare per kvadratkilometer. Närmaste större samhälle är Liverpool, 14,3 km öster om West Kirby. Trakten runt West Kirby består i huvudsak av gräsmarker.